# ジェラール・スゼー
ジェラール・スゼー（Gérard Souzay, 1918年12月8日 – 2004年8月17日）は、フランスの声楽家。
シャルル・パンゼラやピエール・ベルナック以降の世代の中で、近代フランス芸術歌曲の解釈に最も秀でたバリトン歌手と認められた。本名はジェラール・マルセル・ティセラン（Gérard Marcel Tisserand）といい、スゼーという芸名は育ったシノン近くのロアール川の畔の街村にちなんでいる。

## 生い立ちと形成期
アンジェの音楽家の家庭に生まれる。両親の馴れ初めは、1902年にドビュッシーの『ペレアスとメリザンド』の世界初演が行われた舞台であったという。スゼーの母親と2人の兄弟も声楽家であり、15歳上の姉ジュヌヴィエーヴ・トゥレーヌは、フランシス・プーランクの《Fiançailles pour rire》の初演を1942年に行なったソプラノ歌手だった。シノンのコレージュ・ラブレーに学んだ後、パリに上京してソルボンヌで哲学を修めるが、その間ピエール・ベルナックと出逢って声楽を学ぶように激励された。
1940年にパリ音楽院に入学して、クレール・クロワザとジャン＝エミール・ヴァンニ＝マルクーに師事する。テノールとして歌手活動を始めるが、1943年に主要なオペラ歌手アンリ・エシュヴェリーの助言を容れて、バリトンに転向した。パリ音楽院に在籍中は作曲も試みており、1942年にポール・ヴァレリーの詩に曲付けした3つの歌曲は、ベルナックによって上演されている。1945年に「歌曲賞」と「声楽家賞」の2つの第1等を得て、パリ音楽院を修了する。さらにベルナックの薫陶を得たものの、後にベルナックの発声法や、発音についての考え方に違和感を表明している。フランス音楽の枠に納まることを潔しとせず、ドイツ・リートを精密に研究するためロッテ・レーマンに師事した。

## 活動
1945年より公的な演奏会に出演を始める。同年ロンドンのロイヤル・アルバート・ホールにおいて、ガブリエル・フォーレ生誕100周年を記念する演奏会に参加し、フォーレの『レクィエム』を歌った。間もなくリサイタルを通じて国際的な名声を打ち立て、フランス音楽で評価されただけでなく、ドイツ物のレパートリー、とりわけシューベルトやシューマンの作品の上演においても引く手あまたとなった。リサイタルの伴奏者に、当初は音楽院での同期生であるジャクリーヌ・ボノーを迎えたが、ボノーが演奏旅行に乗り気でないため、1954年以降は新たにアメリカ人ピアニストのダルトン・ボールドウィンを迎え、生涯にわたる協力関係を築いた。
スゼーは比類ない語学力に恵まれ、ポルトガル語やロシア語、ヘブライ語を含めて13の言語を操ることができたため、歌唱に説得力を持たせることができた。同時代の音楽では、アルテュール・オネゲルの『死の舞踊』（La danse des morts）の上演や、イーゴリ・ストラヴィンスキーの『カンティクム・サクルム』 （Canticum sacrum）の世界初演にも加わっている。作曲家のジャック・ルゲルネ（1906年 - 1997年）は、スゼーと（姉）トゥレーヌのために数々の歌曲を手懸けた。
1947年にエクサンプロヴァンス音楽祭において、ドメニコ・チマローザの『秘密の結婚』に出演し、ひとまずオペラ界にデビューを果たすが、1950年代後半になるまで活動の場を舞台に拡げず、それ以降もオペラがリサイタルより優先されることはなかった 。レパートリーは、モンテヴェルディ『オルフェオ』やモーツァルト『ドン・ジョヴァンニ』のタイトルロールのほか、『フィガロの結婚』のアルマヴィーヴァ伯爵、マスネ『マノン』のレスコー役、ベルリオーズ『ファウストの劫罰』のメフィストフェレス役が挙げられる。スゼーの十八番は『ペレアスとメリザンド』のゴロー役であり、これはお気に入りの役でもあった。
1959年（昭和34年）に初来日して以来、しばしば日本を訪れた。
1960年以降はほとんどオペラに出演せず、代わりにリサイタルで活動を続け、1980年代後半に引退した。最晩年の1980年代半ばからアメリカを中心に教育活動に取り組み、欧米や日本でマスタークラスを主宰した。講師としては、フランス語の発音よりも、フレージングや歌曲の雰囲気を理解させることを優先し、受講者の意欲を引き立たせた。
抽象画を得意としており、1983年に上梓した回想録『道の上で〜瞑想録と画集』（Sur mon chemin: pensées et dessins）には、人生論や芸術論を添えた自作の絵画も掲載されている。
2004年に南フランスのアンティーブの自宅で永眠した。

## 録音
ジェラール・スゼーの最初の録音は、1944年に姉ジュヌヴィエーヴ・トゥレーヌやジェルメーヌ・リュバンと共演してのものだった。後年のエリー・アーメリングとの録音は別としても、この時の録音はほとんど二重唱ばかりだった。1940年代には、フランスのマイナーレーベル、ボワッタミュジック（Boîte à Musique）社にも録音しており、その後イギリスのデッカと契約を結んだ。その後はフィリップスやEMIとも契約している。約750点にものぼるスゼーの録音のディスコグラフィは版を重ねている。フォーレやプーランクの歌曲全集の録音にも参加した。栄えあるディスク・グランプリ（Grand Prix du Disque）には3度選ばれており、そのうちの1つがラヴェル歌曲集であった。
その後の活動においては、初期の録音に否定的な反応を示したり、初期音源の放送をラジオ局にやめさせようとしたりするのに躍起になって、同じ曲なら後の解釈こそが優れているとした。若い頃の滑らかな美声を称賛する人々にとってはほとんど安心すべきことに、スゼーの注意力が広くなかったお蔭で、初期の録音の多くが再発売されて、相当に称賛を受けている。

## 評価
スゼーはロマン主義者を自認した。自分の演奏に分析的なところや超然としたところはないとして、「私にとって音楽とは、明快なものであり、それ自体が語るものです。自分にできることは、歌っている時の感情を表すことしかありません」と述べている。
スゼーは亡くなった時、聴衆や新進の声楽家から、いくぶん忘れられ気味になっていた。だが各紙の死亡記事は、20世紀の声楽界にスゼーが残した業績の意義をこぞって認めている。『デイリー・テレグラフ』紙は、最も偉大なリリック・バリトンという称号をディートリヒ・フィッシャー＝ディースカウと争えるのは、同世代ではスゼーだと述べている。『ニューヨーク・タイムズ』紙は、声量は大きくないが、ニュアンスや音色が豊かで、柔らかく官能的で、心地よかった。（理知的というよりは）感覚的な歌手であり、楽曲に本能的に反応するので、所定の音楽会で新しい方向性を切り拓くことができた、としている。『ガーディアン』紙は、リサイタルにおけるスゼーの人気の基礎は、よどみなく創り出される朗々とした温かい美声にあって、生まれ持った繊細さや安定した様式感と組み合わされてその効果を発揮した。スゼーの魅惑的な技巧は、均衡がとれて垢抜けた、何気なく詩趣を漂わせた、いかにもフランス人らしい解釈にとりわけ依拠するものであった、と分析している。
1950年にスゼーの歌唱様式は、ロラン・バルトの随想集『神話』（Mythologies）の中の「ブルジョワの声楽技術」（L'art vocal bourgeois）で話題にされたことがきっかけで、思いがけず批判の槍玉に挙げられることになった。バルトはフォーレの歌曲の録音に触れて、スゼーが大袈裟な発音の猿芝居で特定の語句を上滑りの情感で飾り立てているとか、自分自身の感情の「記号」を押しつけることによって言葉と音楽の意味を押し殺しているとかの不満を並べた。バルトの叙述は、文体の力強さを別にしても、万人の同意を得られるようなものではなく、これらの非難はスゼー以外の多くの歌手にも当てはまりそうな文句である（実のところ後年バルトは、同じ苦情をフィッシャー＝ディースカウの発声法にも投げ付けている）のであるが、声楽家の演奏の解釈の仕方を判断する材料にはなっている。